# Xanthorhoe ida
Xanthorhoe ida är en fjärilsart som beskrevs av Clarke 1926. Xanthorhoe ida ingår i släktet Xanthorhoe och familjen mätare. Inga underarter finns listade i Catalogue of Life.